# Holochelus subseriatus
Holochelus subseriatus is een keversoort uit de familie bladsprietkevers (Scarabaeidae). De wetenschappelijke naam van de soort is voor het eerst geldig gepubliceerd in 1889 door Reitter.